# Шикачик австралійський
Шика́чик австралійський (Coracina maxima) — вид горобцеподібних птахів родини личинкоїдових (Campephagidae). Ендемік Австралії.

## Опис

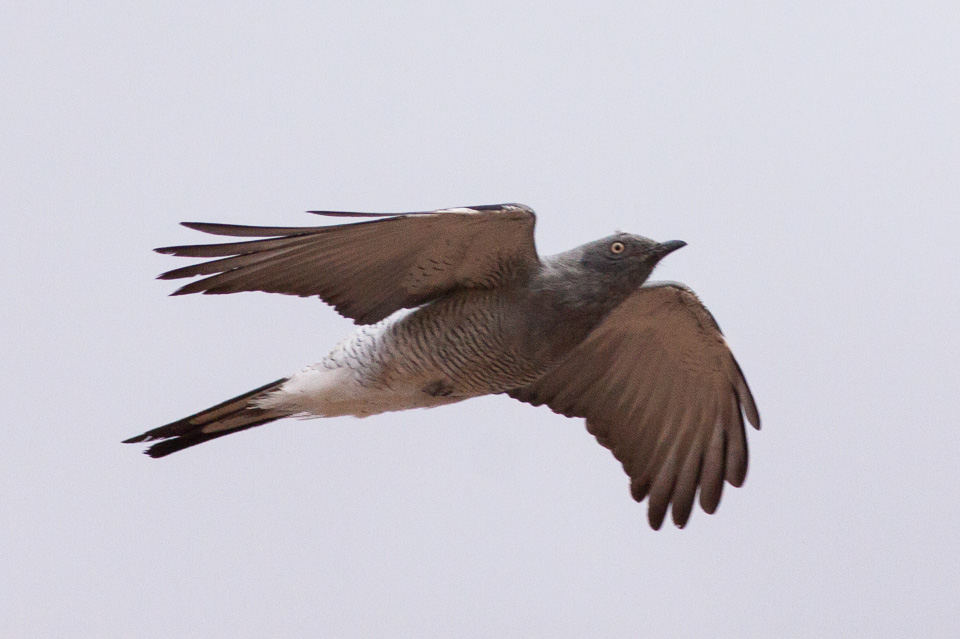
Австралійський шикачик

Довжина птаха становить 33-37 см, вага 115 г. Голова і верхня частина тіла світло-сірі, на обличчі темна "маска". Нижня частина спини, надхвістя і нижня частина тіла білі, поцятковані тонкими чорними смужками, крила чорні, хвіст чорний, роздвоєний. Очі світло-жовті, лапи довгі. У молодих птахів горло і верхня частина тіла поцятковані чорними смужками, очі темні, через очі у них проходять темні смуги.

## Поширення і екологія
Австралійські шикачики мешкають на більшій території Австралії, переважно у внутрішніх районах. Вони живуть в сухих саванах і чагарникових заростях, в сухих тропічних лісах і рідколіссях, в галерейних лісах, на полях, луках і пасовищах, часто поблизу річок і струмків. Ведуть кочовий спосіб життя. Зустрічаються зграйками по три і більше птахів. Живляться комахами та їх личинками, яких шукають на землі. Сезон розмноження триває з серпня по листопад. Австралійські шикачики є моногамними, гніздяться на деревах, на висоті від 3 до 15 м над землею. Гнізда робляться з кори, трави, стебел та іншого рослинного матеріалу. Іноді австралійські шикачики використовують покинуті гнізда австралійських скунд або краге. Були зафіксовані випадки колективного гніздування і догляду за пташенятами.

## Збереження
МСОП класифікує цей вид як такий, що не потребує особливих заходів зі збереження. В штаті Вікторія вид класифікується як вразливий. Австраійським шикачикам може загрожувати знищення природного середовища.